# مرکز آموزش دریایی کوبه

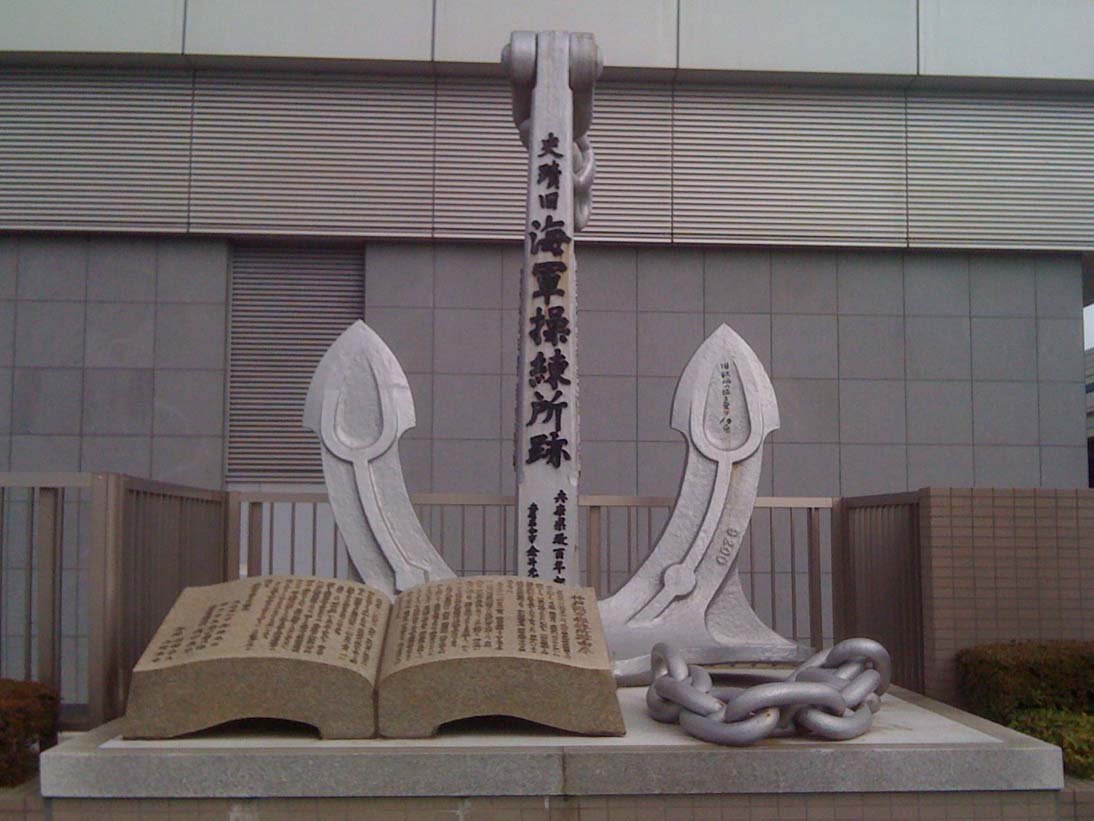

مرکز آموزش دریایی کوبه (به ژاپنی: 神戸海軍操練所 Kobe Kaigun Sōren-jō) یک آموزشگاه آموزش دریایی در دوره باکوماتسو در ژاپن بود این مرکز توسط کاتسو کایشو مأمور عالی‌رتبه دولت در امور نظامی شوگون سالاری توکوگاوا در مه سال ۱۸۶۴ ایجاد شد و در اواسط سال ۱۸۶۵ منحل شد.